# 漳港顯應宮
顯應宮，原名大王宮，當地人俗稱蝴蝶廟（國際音標：[hu˧˧ lieʔ˥ miɛu˨˦˨]），是福建省福州市長樂區的一座媽祖廟，位於漳港街道仙岐村。顯應宮分為地上新宮和地下古宮兩部份。地上部份為1993年重建，面積1.5萬平方米，分前、後座兩部份。前座主題建築為觀音閣，兩側為迴廊；後座主體建築為天后宮，天井兩側分別為鐘樓、鼓樓，鐘樓有臺階可通往地下部份。地下部份為考古發掘出來的原顯應宮遺址，為二進結構，四周為用土築造或石砌成的圍墻，寬13.2米、深26.4米，:681其地下部份的泥塑神像於2006年被列為全國重點文物保護單位。

## 歷史
顯應宮建立於1138年（南宋紹興八年），為三進的土木石結構。1490年（明弘治三年）知縣將顯應宮的後座開闢為鳳岐書院，供當地子弟讀書。:621根據《長樂縣志》記載，顯應宮在當時俗稱「大王宮」，曾是長樂縣內十五都的名勝古跡，嘉慶帝曾頒賜御書匾額「願愈應」，懸掛於宮內。根據出土碑文記載，顯應宮於1841年（清道光二十一年）重修。:621
大約在光緒年間，當地發生自然災害，顯應宮被風沙完全掩埋於地下。之後，當地人在其遺址附近建立仙岐村，但顯應宮的位置不為人知。直到1992年6月22日，仙岐村村民挖基建房，在沙地之下挖到顯應宮的一堵墻，之後又陸續發現文物，顯應宮遺址才得以重見天日。在之後的考古發掘中陸續清理出媽祖、巡海大臣（鄭和）、本境大王等五組泥塑神像共五十多尊，保存完好。:621當時規劃修建福州長樂國際機場，顯應宮所在的位置在規劃用地周邊，引發當地媒體的較大關注。在顯應宮泥塑被發掘出土時，有蝴蝶自各處蜂擁而至，附於泥塑神像之上，當地人認為是顯靈，便稱此廟為「蝴蝶廟」。
1992年10月21日，為保護文物，顯應宮文物保護管理委員會成立。1993年，由漳港鎮政府牽頭，開始於原址地面之上重建顯應宮，地下遺址部份原樣保護。:621
1998年，顯應宮以「漳港显应宫」之名被列為長樂市文物保護單位，年代為宋代。2001年1月，顯應宮泥塑被認定為福建省文物保護單位；2006年，又被國務院公佈為全國重點文物保護單位。:621